# World RX de Abu Dabi 2019
El World RX de Abu Dabi 2019, oficialmente World RX of Abu Dhabi fue la primera prueba de la Temporada 2019 del Campeonato Mundial de Rallycross. Se celebró del 5 al 6 de abril de 2019 en el Circuito Yas Marina ubicado en la Isla de Yas, Abu Dabi.
La prueba fue ganada por Kevin Hansen quien consiguió la primera victoria de su carrera a bordo de su Peugeot 208, Niclas Grönholm término en segundo lugar en su Hyundai i20 y Lian Doran finalizó tercero con su Audi S1.

## Series
| Pos.            | No. | Piloto              | Equipo                          | Auto                | Q1  | Q2  | Q3  | Q4  | Pts |
| --------------- | --- | ------------------- | ------------------------------- | ------------------- | --- | --- | --- | --- | --- |
| 1               | 71  | Kevin Hansen        | Team Hansen MJP                 | Peugeot 208         | 2º  | 6º  | 1º  | 1º  | 16  |
| 2               | 68  | Niclas Grönholm     | GRX Taneco Team                 | Hyundai i20         | 3º  | 4º  | 8º  | 5º  | 15  |
| 3               | 44  | Timo Scheider       | All-Inkl.com Münnich Motorsport | SEAT Ibiza          | 4º  | 11º | 6º  | 2º  | 14  |
| 4               | 6   | Jānis Baumanis      | Team STARD                      | Ford Fiesta         | 8º  | 8º  | 3º  | 4º  | 13  |
| 5               | 92  | Anton Marklund      | GC Kompetition                  | Renault Mégane R.S. | 6º  | 5º  | 12º | 3º  | 12  |
| 6               | 123 | Krisztián Szabó     | EKS Sport                       | Audi S1             | 10º | 10º | 2º  | 6º  | 11  |
| 7               | 7   | Timur Timerzyanov   | GRX Taneco Team                 | Hyundai i20         | 7º  | 12º | 4º  | 8º  | 10  |
| 8               | 14  | Rokas Baciuška      | ES Motorsport-Labas GAS         | Škoda Fabia         | 11º | 7º  | 5º  | 9º  | 9   |
| 9               | 21  | Timmy Hansen        | Team Hansen MJP                 | Peugeot 208         | 1º  | 1º  | 7º  | DNS | 8   |
| 10              | 36  | Guerlain Chicherit  | GC Kompetition                  | Renault Mégane R.S. | 9º  | 9º  | 14º | 10º | 7   |
| 11              | 33  | Lian Doran          | Monster Energy RX Cartel        | Audi S1             | 12º | 13º | 9º  | 14º | 6   |
| 12              | 113 | Cyril Raymond       | GCK Academy                     | Renault Clio R.S.   | DNF | 14º | 10º | 7º  | 5   |
| 13              | 15  | Reinis Nitišs       | GRX Set                         | Hyundai i20         | 14º | 3º  | 15º | DNF | 4   |
| 14              | 5   | Pål Try             | Team STARD                      | Ford Fiesta         | DNF | 15º | 13º | 12º | 3   |
| 15              | 13  | Andreas Bakkerud    | Monster Energy RX Cartel        | Audi S1             | 5º  | 2º  | DSQ | 13º | 2   |
| 16              | 96  | Guillaume De Ridder | GCK Academy                     | Renault Clio R.S.   | DNS | 16º | 11º | 11º | 1   |
| NC              | 42  | Oliver Bennett      | Xite Racing                     | Mini Cooper         | 13º | DNS | DNF | DNS |     |
| Reporte Oficial |     |                     |                                 |                     |     |     |     |     |     |

## Semifinales
Semifinal 1
| Pos.            | No. | Piloto            | Equipo                          | Tiempo     | Pts |
| --------------- | --- | ----------------- | ------------------------------- | ---------- | --- |
| 1               | 71  | Kevin Hansen      | Team Hansen MJP                 | 04:35.450  | 6   |
| 2               | 44  | Timo Scheider     | All-Inkl.com Münnich Motorsport | +1.220     | 5   |
| 3               | 33  | Lian Doran        | Monster Energy RX Cartel        | +5.429     | 4   |
| 4               | 7   | Timur Timerzyanov | GRX Taneco Team                 | +6.135     | 3   |
| 5               | 92  | Anton Marklund    | GC Kompetition                  | +8.667     | 2   |
| 6               | 15  | Reinis Nitišs‡    | GRX Set                         | +6 Vueltas | 1   |
| Reporte Oficial |     |                   |                                 |            |     |

‡ Nitišs inicialmente se clasificó 13°, sin embargo fue ascendido a la semifinal luego de la retirada de Timmy Hansen.
Semifinal 2
| Pos.            | No. | Piloto             | Equipo                  | Tiempo    | Pts |
| --------------- | --- | ------------------ | ----------------------- | --------- | --- |
| 1               | 68  | Niclas Grönholm    | GRX Taneco Team         | 04:41.734 | 6   |
| 2               | 6   | Jānis Baumanis     | Team STARD              | +0.409    | 5   |
| 3               | 123 | Krisztián Szabó    | EKS Sport               | +1.031    | 4   |
| 4               | 36  | Guerlain Chicherit | GC Kompetition          | +4.116    | 3   |
| 5               | 113 | Cyril Raymond      | GCK Academy             | +1:00.002 | 2   |
| 6               | 14  | Rokas Baciuška     | ES Motorsport-Labas GAS | +1 Vuelta | 1   |
| Reporte Oficial |     |                    |                         |           |     |

## Final
| Pos.            | No. | Piloto          | Equipo                          | Tiempo    | Pts |
| --------------- | --- | --------------- | ------------------------------- | --------- | --- |
| 1               | 71  | Kevin Hansen    | Team Hansen MJP                 | 04:39.467 | 8   |
| 2               | 68  | Niclas Grönholm | GRX Taneco Team                 | +0.479    | 5   |
| 3               | 33  | Lian Doran      | Monster Energy RX Cartel        | +0.728    | 4   |
| 4               | 123 | Krisztián Szabó | EKS Sport                       | +8.650    | 3   |
| 5               | 6   | Jānis Baumanis  | Team STARD                      | +12.227   | 2   |
| 6               | 44  | Timo Scheider   | All-Inkl.com Münnich Motorsport | +29.617   | 1   |
| Reporte Oficial |     |                 |                                 |           |     |

## Campeonato tras la prueba
| Pos | Piloto          | Pts | Dif |
| --- | --------------- | --- | --- |
| 1   | Kevin Hansen    | 30  |     |
| 2   | Niclas Grönholm | 26  | +4  |
| 3   | Janis Baumanis  | 20  | +10 |
| 4   | Timo Scheider   | 20  | +10 |
| 5   | Krisztián Szabó | 18  | +12 |

- Nota: Sólo se incluyen las cinco posiciones principales.